# Louis-César Desormes
Louis-César Desormes   (Berlín, 15 de desembre de 1840 - París, 19 de setembre de 1898), conegut pel pseudònim Louis-César Marchione, fou un compositor francès del Romanticisme. Va escriure la música de diverses operetes i sainets musicals representats a París. Entre les operetes hi ha. Deux Beautés d'autrefois, Maitre Lue, Prunelle et Piffard, Le menú de Georgette (1874); Les Diamants de Florinette (1875); Une lune de miel normande (1876); Le Rêve d'Yvonnette (1876), i diverses cançons i retalls de ball.